# ميخائيل بولر
ميخائيل بولر (بالإنجليزية: Michael Bowler)‏ هو لاعب كرة قدم بريطاني، ولد في 8 سبتمبر 1987 في غلوسوب ‏ في المملكة المتحدة. لعب مع ستوكبورت كونتي.

## وصلات خارجية
- ميخائيل بولر على موقع قاعدة بيانات كرة القدم.إي يو (الإنجليزية)
- ميخائيل بولر على موقع Soccerbase.com (لاعب) (الإنجليزية)